# Im Alter von Ellen
Im Alter von Ellen ist ein deutscher Spielfilm aus dem Jahre 2010 mit Jeanne Balibar in der Hauptrolle. Regie führte Pia Marais. Es handelt sich dabei um ein tragikomisches Lebenskrisendrama mit bizarren, surrealen Zügen. Der Film thematisiert die Selbstfindung einer Frau in ihrer Midlife-Crisis, die alle Brücken hinter sich abbricht. Tiere repräsentieren dabei symbolische Stationen auf dieser diffusen, rätselhaften Lebensreise.

## Handlung
Für die 43-jährige Flugbegleiterin Ellen bricht eine Welt zusammen, als sie erfährt, dass die Freundin ihres Lebensgefährten ein Kind von ihm erwartet. Sie erleidet bei der Arbeit einen Zusammenbruch und wird vom Dienst suspendiert. Im Flughafenhotel schaut sie gleich danach als Gast einer Orgie zu. Ihr Leben gerät aus der Balance, sie ist nicht fähig alleine zu sein. Sie taucht ab, schließt sich einer Gruppe von Tierschutzaktivisten an und lernt dabei den Aussteiger Karl kennen. Ellen spürt, dass diese Leute einen Lebenssinn haben, der ihr bislang fehlte und fühlt sich von deren Zusammenhalt und Engagement angezogen. Sie beteiligt sich an provokanten und gefährlichen Aktionen. Ihr ehemaliger Freund Florian versucht sie zurückzugewinnen, um mit ihr in einer Dreiecksbeziehung zu leben. Aber Ellen heiratet Karl, um ihn vom Wehrdienst zu befreien. Vielleicht auch nur, um sich noch weiter von ihrem bürgerlichen Leben weiter zu entfernen. Doch nur kurze Zeit gibt sich Ellen dieser unkonventionellen Beziehung hin. Bald verschwindet sie heimlich und taucht als Tierschutzaktivistin in Afrika auf. Auf ihrer ziellosen, surrealen Odyssee scheint sie an innerer Stärke zu gewinnen und ihre Midlife-Crisis zu überwinden.

## Kritiken
Der Film wurde von der Kritik recht unterschiedlich gesehen, wie das für innovative Filmkonzepte nicht ungewöhnlich ist. Die Palette reicht von „Faszination“ bis „Selbstfindungskitsch“:

„In dieser bis zuletzt nicht aufgelösten Rätselhaftigkeit hat Ellen etwas Befremdliches, Irritierendes, manchmal Verstörendes – aber immer Faszinierendes. Fast scheint es, als wäre diese Frau zu Gast in der eigenen Existenz. Und je länger dieser mutige, mit nichts zu vergleichende Film dauert, desto mehr fragt man sich, ob wir das nicht alle sind.“

„Aber Jeanne Balibar als Ellen destilliert in ihrem immer auswendig gelernt klingenden Deutsch aus all diesen Komponenten leider eine Figur, die vor allem nichtssagend ist. Übrig bleiben symbolistisch überfrachtete Bilder und die Unbedarftheit des Selbstfindungskitsches.“